# Крајмировце
Крајмировце (алб. Krojmir) је насеље у општини Липљан, Косово и Метохија, Република Србија.

## Становништво
| Демографија | Демографија | Демографија |
| Година      | Становника  | Становника  |
| ----------- | ----------- | ----------- |
| 1948.       | 789         |             |
| 1953.       | 836         |             |
| 1961.       | 868         |             |
| 1971.       | 1.022       |             |
| 1981.       | 1.340       |             |
| 1991.       | 1.682       |             |